# Sattelhorn (vid Geisshorn)
Sattelhorn är en bergstopp i Schweiz. Den ligger i distriktet Brig och kantonen Valais, i den centrala delen av landet. Toppen på Sattelhorn är 3 724 meter över havet.
Terrängen runt Sattelhorn är mycket bergig. Den högsta punkten i närheten är Geisshorn, 3 740 meter över havet, direkt söder om Sattelhorn.
Trakten runt Sattelhorn består i huvudsak av kala bergstoppar och isformationer.